# Anna Rawson
Anna Rawson (Adelaide, 5 agosto 1981) è una golfista professionista, ed ex-modella australiana. Attualmente gareggia nel Ladies European Tour.

## Carriera

### Come modella
Anna Rawson comincia la sua carriera da modella a 16 anni, arriva tra le finaliste per diventare "copertina" del magazine Australiano "Dolly".
Questo le apre nuove opportunità come modella, non solo sulle passerelle ma anche per girare spot televisivi e comparire sulle pagine delle riviste.

### Come golfista
Il 1999 la vede come golfista dilettante, vince il "Jack Newton International Junior Classic Classic" e il "South Australian and Victoria Junior Champion".
Risulta inoltre, prima negli anni 1999/2000 al "Australian Amateur Championship" e diventa membro della Squadra Nazionale Australiana nel 1999.
Gioca a golf anche all'"University of South California" dove nel 2003 per la prima volta è membro del team vincente del NCAA Championship.